# Metzada-Einheit
Die Metzada-Einheit (hebräisch יְחִידַת מְצָדָה Jəchīdat M(ə)tzadah) ist eine israelische Spezialeinheit zur Geiselbefreiung bei Geiselnahmen in israelischen Gefängnissen und Gefangenentransportern. Sie ist eine von fünf Geiselrettungseinheiten in Israel. Die Bezeichnung geht auf Masada (hebräisch מְצָדָה M(ə)zadá, deutsch ‚Festung‘) zurück.
Die Einheit arbeitet landesweit und ist dem Chef des Israel Prison Service (IPS) direkt unterstellt. Seit 2006 ist Metzada auch dem Generalstab der Israelischen Verteidigungsstreitkräfte (Zahal)  unterordnet und ist bei deren Missionen tätig, vorbehaltlich der Genehmigung des IPS-Kommissars. Die Metzada-Einheit ist auf den Einsatz mit nichttödlichen Waffen spezialisiert. Die Ausbilder der Einheit beraten und unterstützen die gesamten israelische Verteidigungsstreitkräfte zu diesem Thema.
Das Auswahlverfahren ist sehr streng und beinhaltet die Prüfung physischer und psychischer Eigenschaften. Nur ein Prozent der Bewerber bestehen die Aufnahmeprüfung. 
Die Metzada-Einheit besteht aus zwei Abteilungen. Die Eingreifabteilung ist darauf spezialisiert, Gefängniszellen  oder Transportfahrzeuge einzunehmen. Die Aufbruchabteilung verschafft sich Zutritt durch den Einsatz von Sprengstoff und das Aufbrechen von schweren Gefängnistüren. Dabei wird darauf geachtet, dass Menschen nicht zu Schaden kommen.